# Psammophilus blanfordanus
Psammophilus blanfordanus är en ödleart som beskrevs av  Ferdinand Stoliczka 1871. Psammophilus blanfordanus ingår i släktet Psammophilus och familjen agamer. Inga underarter finns listade i Catalogue of Life.
Arten förekommer i Indien. Honor lägger ägg.